# Fontaine de Soultzbach-les-Bains
La fontaine de Soultzbach-les-Bains est un monument historique situé à Soultzbach-les-Bains, dans le département français du Haut-Rhin.

## Localisation
Cette construction est située Grand-Rue à Soultzbach-les-Bains.

## Historique
L'édifice fait l'objet d'une inscription au titre des monuments historiques depuis 1934.

## Architecture

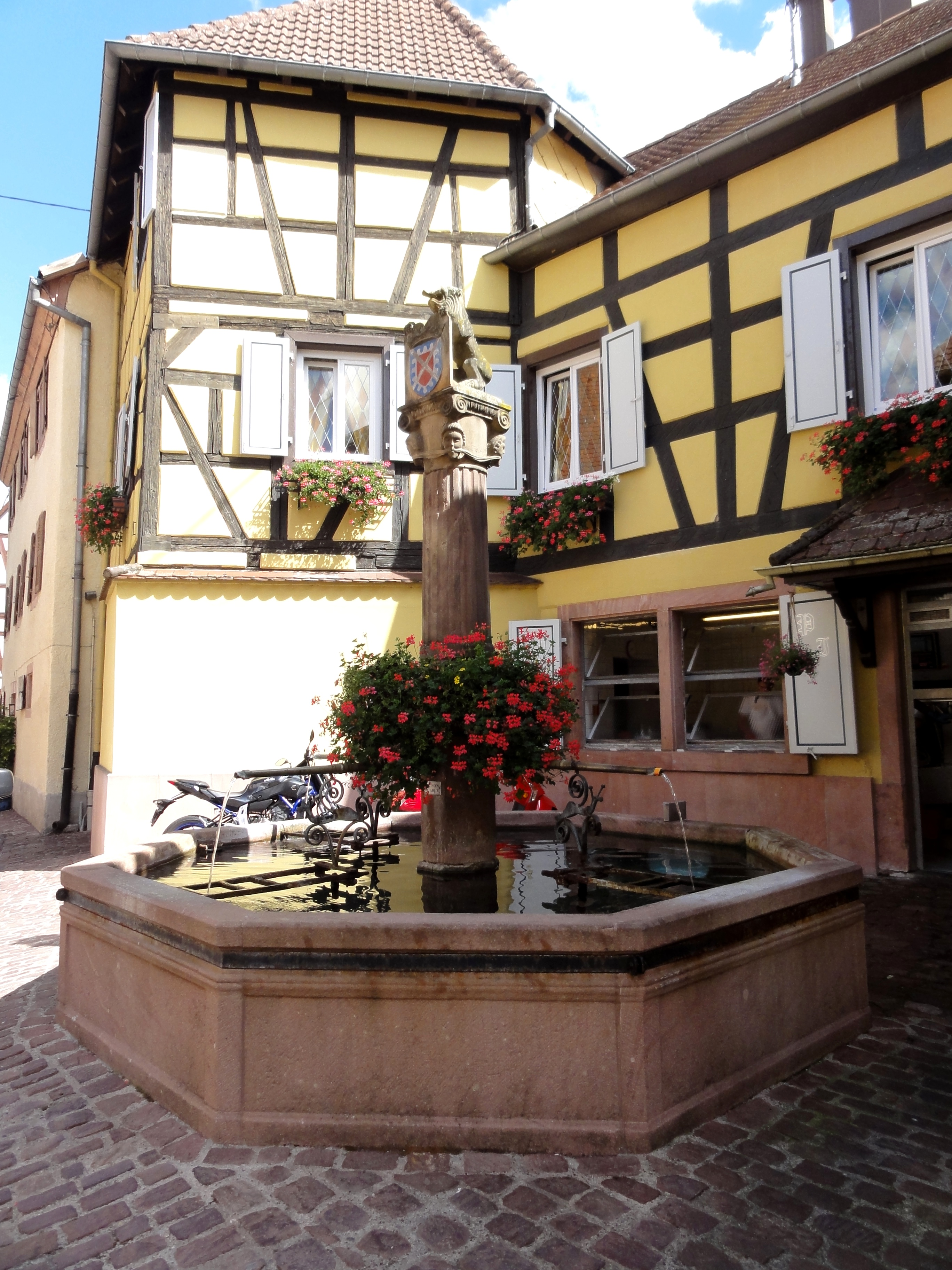
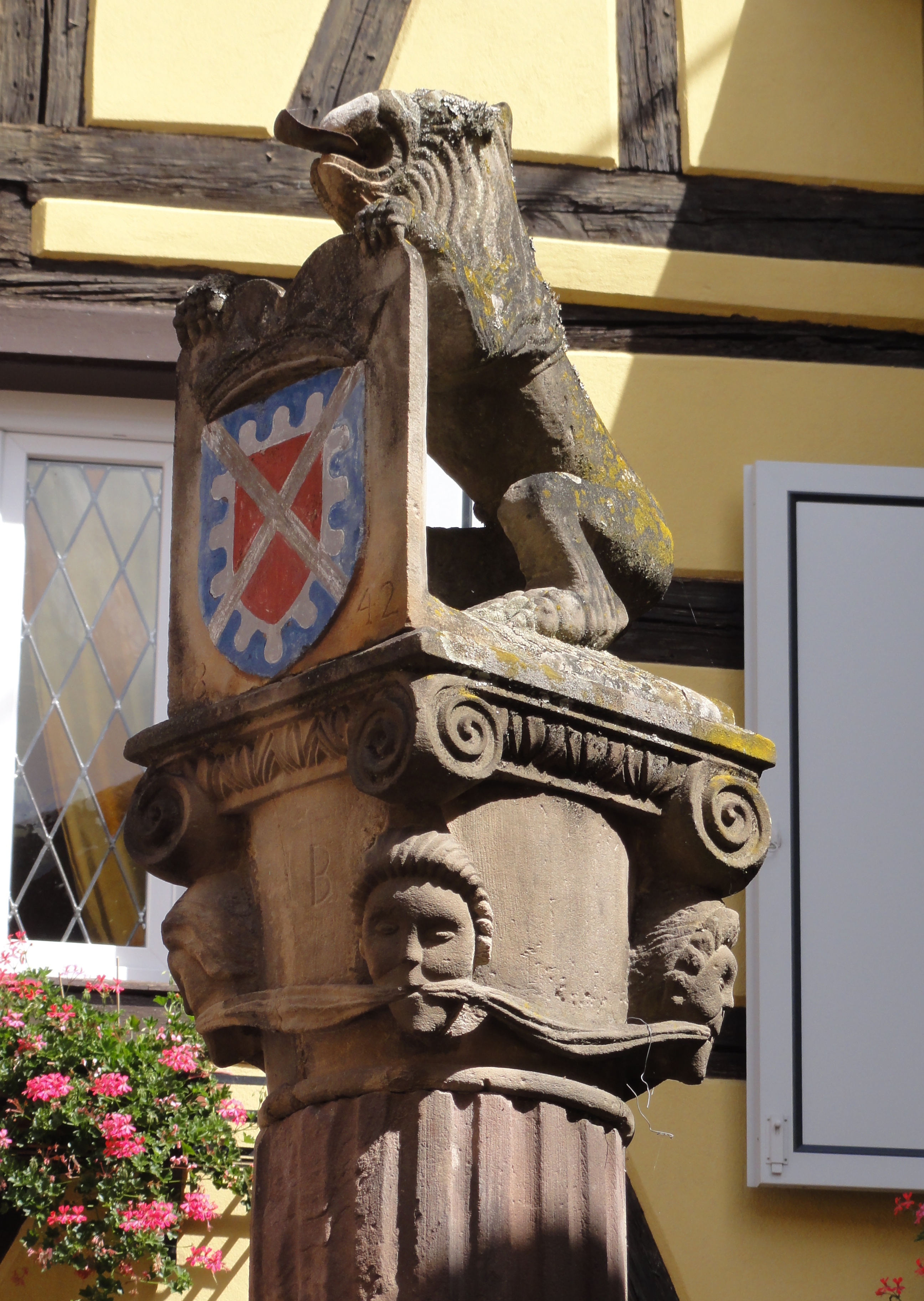